# Bristol Monoplane
El Bristol Monoplane (a veces conocido como 1911 Monoplane) fue el primer monoplano diseñado y construido por la británica British and Colonial Aeroplane Company.

## Diseño y desarrollo
El monoplano monoplaza fue diseñado en 1911 por George Challenger y Archibald Low, se construyeron dos ejemplares en Filton en febrero de ese año. Utilizaba características de los diseños Blériot (deformación alar) y Antionette (fuselaje de sección triangular). El Monoplane estaba propulsado por un motor Gnome de 50 hp con una hélice bipala, el tren de aterrizaje era lo que más tarde se llamaría tren de aterrizaje convencional con patín de cola.
El No. 35 fue enviado a Larkhill para realizar pruebas antes de ser exhibido en el Olympia en marzo de 1911. El No. 36 fue exhibido en San Petersburgo en abril del mismo año. El No. 35 sufrió daños en Larkhill cuando no logró despegar y no fue reparado.

## Especificaciones
Referencia datos: Bristol Aircraft Since 1910 

### Características generales
- Tripulación: Uno (piloto)
- Longitud: 9,6 m (31,5 ft)
- Envergadura: 10,2 m (33,5 ft)
- Superficie alar: 20 m² (215,3 ft²)
- Peso vacío: 263 kg (579,7 lb)
- Peso cargado: 345 kg (760,4 lb)
- Planta motriz: 1× motor radial de 7 cilindros refrigerado por aire Gnome Omega.
  - Potencia: 37 kW (51 HP; 50 CV)
- Hélices: Bipala de paso fijo

### Rendimiento
- Velocidad máxima operativa (Vno): 89 km/h (55 MPH; 48 kt) (estimada)